# Miquel Masramon i Godó
Miquel Masramón i Godó fou un compositor i tractadista català del segle xix.
Format a l'escolania de Santa Maria del Mar, fou organista del monestir de les religioses Jerònimes i de les carmelites descalces de Barcelona. Escriví un Método científicopráctico de canto llano (Barcelona, 1858), destinat per a l'ús de capelles i convents, en el qual s'expliquen els orígens del cant eclesiàstic i les nocions principals del cant pla, i s'hi inclou una missa de difunts a tres veus.
Es conserven obres seves als fons musicals CMar (Fons de l'església parroquial de Sant Pere i Sant Pau de Canet de Mar) i SMI (Fons de la basílica de Santa Maria d'Igualada).